# فنجاني جنوبي
فنجاني جنوبي (الاسم العلمي: Peziza australis) هو نوع من الفطريات يتبع جنس الفنجاني من فصيلة الفنجانية.		
سمي هذا النوع بالجنوبي (باللاتينية: australis) نسبة إلى النصف الجنوبي للكرة الأرضية.		